# Perczel család

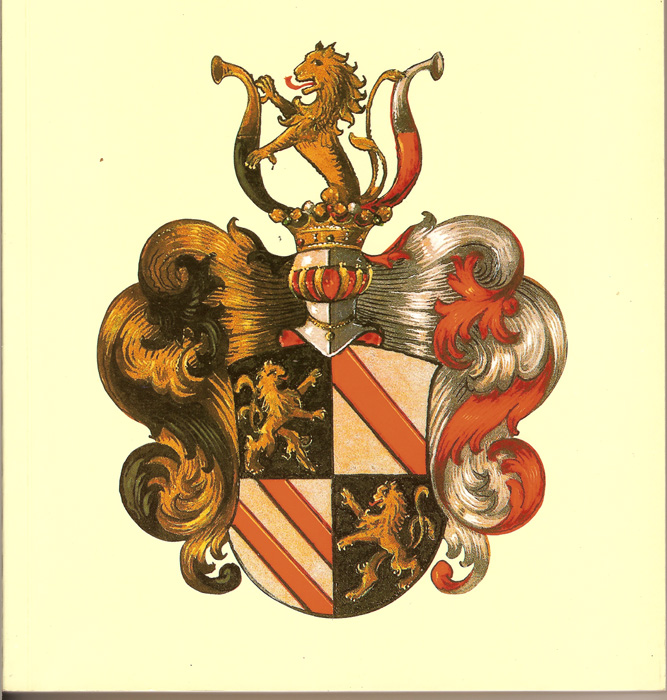
A Perczel-család címere

A bonyhádi Perczel család német eredetű magyar nemesi család.
A család nemzedékeinek ágaival több tucat olyan személyiséggel gazdagította nemzetünket, akiknek tevékenysége elválaszthatatlanul egybeforrt Tolna és Baranya vármegye 18-20. századi történetével. Közöttük a királyhű-konzervatív, a liberális, sőt republikánus szemléletű politikusok egyaránt megtalálhatók. A családban országgyűlési elnökök, igazságügy-miniszter, belügyminiszter, államtitkár ugyanúgy megtalálható, mint a Bach-korszak megyefőnökei, számos megye fő- és alispánja, a Kúria elnöke és tucatnál több járási főszolgabíró.

## Története

A bonyhádi Perczel család címere (A Siebmacher féle címeres könyvből)

A Perczel család első ismert őse Perzl Hans (János) a 16. század közepe táján került a Királyi Magyarországra. A hadbiztosságnál dolgozott, majd az udvari könyvelőségnél teljesített futárszolgálatot. Szolgálatainak elismeréséül I. Ferdinánd két alkalommal, 1561-ben és 1564-ben címer használatára jogosította. II. Rudolf császár 1582. május 2-án és 1593. május 3-án a korábbi címereket megerősítette, sőt Perzl Hanst és testvérét, Dionisost (Dénest) a német-római birodalmi nemesség soraiba emelte. A Perczelek első nemzedéke birodalmi nemesi címmel rendelkezett, melynek honosítására csak később került sor. Perzl János unokája, immár Perczel Tamás (1664-1733) néven (az eredeti névhez többletként kerülő betűk valószínűleg a magyaros kiejtés következményei) I. Lipót magyar királytól 1697. május 27-én magyar nemesi címeres oklevelet kapott. Perczel Tamás veszprémi adószedő feleségül vette eőri Eöry Zsuzsanna kisasszonyt, akitől 3 leány- és 2 fiúgyermeke született.
Perczel József I. (Veszprém, 1699. január 15. – Bonyhád, 1768. augusztus 4.) nemes Perczel Tamás és Eőry Zsuzsanna házasságából született. 1727-ben kapott megbízást Tolna vármegye régi számadásainak felülvizsgálására. Vármegyei aljegyző, 1732-től valóságos jegyző lett. Munkája eredményességét jelzi, hogy 1735-ben a megye képviselőjének jelölték a nádori értekezletre, majd a királyi kamarával való tárgyalásokra. 1736-ban első alispánnak választották meg, a tisztséget 1753-ig töltötte be. Tolna vármegye követeként vett részt az 1741. és az 1751. évi pozsonyi országgyűlésen.
Érdemeinek legfelsőbb szintű minősítését jelzi a Mária Terézia magyar királynő által 1745-ben adományozott oklevél, mellyel helybenhagyta birtokvásárlásait, egyben engedélyezte Józsefnek és utódainak a "bonyhádi" előnév használatát. Alispáni funkciója mellett gazdálkodott, birtokát gyarapította. Apja halálakor megörökölte a vámosi birtokot. 1738 és 1742 között megvásárolta a Somogy megyei Boronka falut, Keszi-, Sárköz-, Szentgyörgy-, Kercseliget-, Nádfő- és Szederjes pusztákat, zálogba vette Lápafőt.
Legjelentősebb birtokakcióját 1743. május 28-án bonyolította le: a Simontornyán aláírt adásvételi szerződésben foglaltak szerint "Báró Schilson eladta Tolna és Baranya vármegyékben számlált fekvő minden birtokát: Bonyhád, Hidegkút helységek felét, az egész Cikó és Majos helységet, Széplak Csetske (Csöcske), Eszter, Ófalu, Sibrig pusztákat, valamint Fülöpszerdahely, Csicsó és csernád puszták felét 45.000 forintért Perczel Józsefnek és Gyulai Gaál Sándornak." 28 éves korában, 1727. július 8-án feleségül vette Szigetgyarmaton az előkelő nemesi származású gyulai Gaál családból való gyulai Gaál Katalin (1711–1770) kisasszonyt, akinek a szülei gyulai Gaál Gábor (1690–1754), földbirtokos és simonyi és varsányi Simonyi Mária Katalin voltak. Perczel József (1699–1768) Tolna vármegye alispánja, földbirtokos és gyulai Gaál Katalin (1711–1770) 41 évig tartó frigyéből 16 gyermekük (8 fiú és 8 lány) született, akik közül Gábor, Tamás és Ignác külön-külön ágat alapítottak.  

### Gábor ága

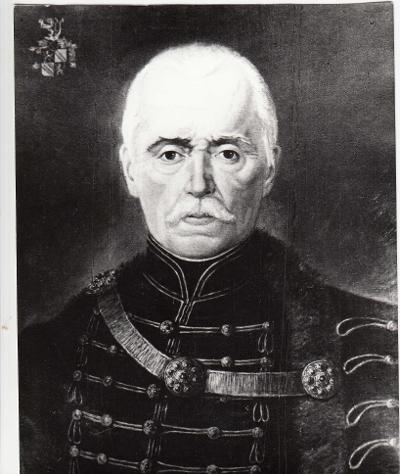
Perczel Sándor (1778–1861), Tolna vármegye 1809-dik inszurgens századosa

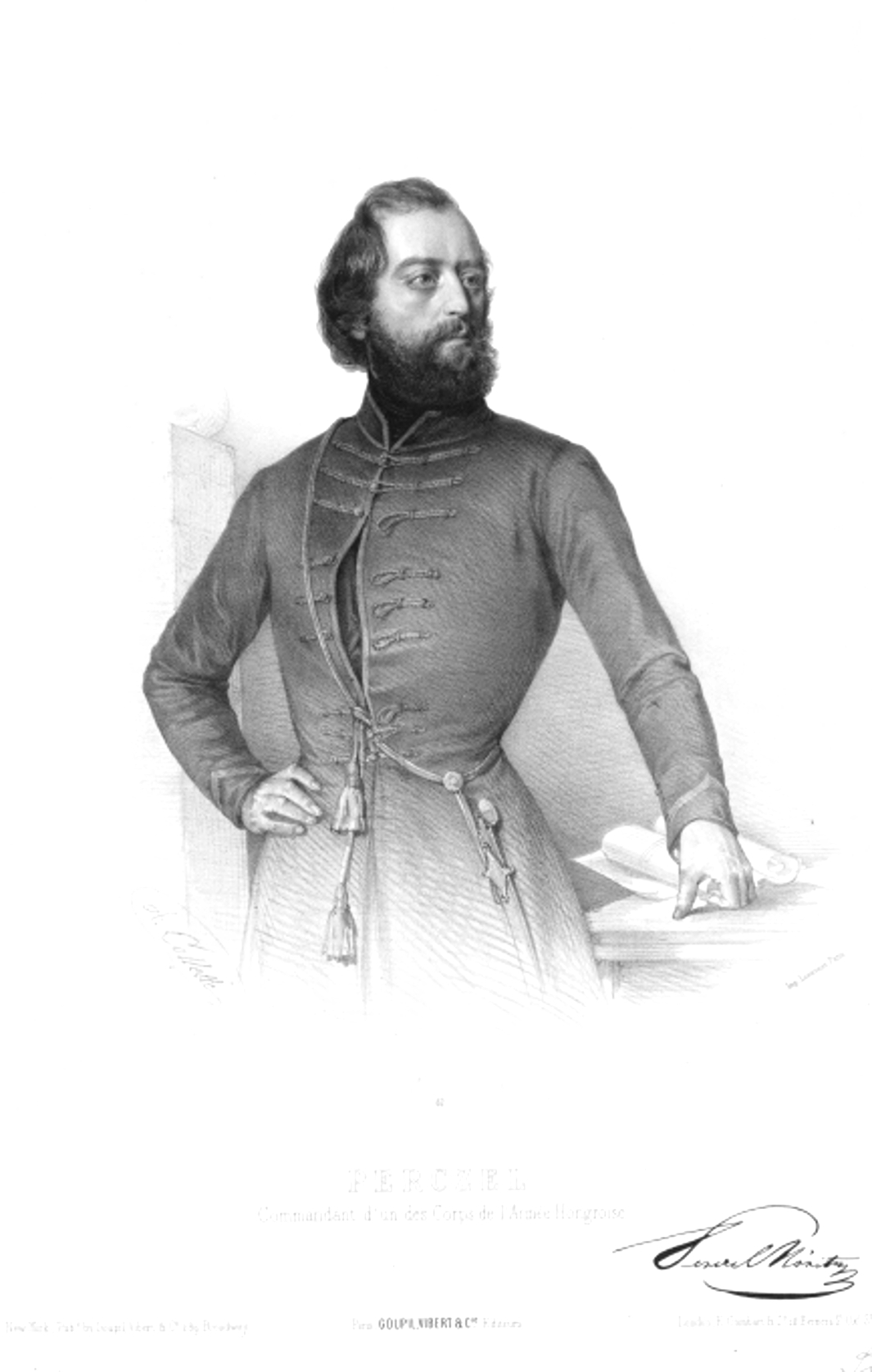
Perczel Mór (Bonyhád, 1811. november 11. – Bonyhád, 1899. május 23.) honvédtábornok, az 1848–49-es forradalom és szabadságharc egyik katonai vezetője

Perczel Gábor (1736–1785), főszolgabíró, földbirtokos, elvette az előkelő nemesi származású jóbaházi Dőry családból való jobaházi Dőry Rozália (1748–1820) kisasszonyt, akinek a szülei jobaházi Dőry Ádám (1716–1798), királyi tanácsos, Tolna vármegye alispánja, földbirtokos és petőházai Zeke Borbála (1721–1759) voltak. Perczel Gábor és Dőry Rozália házasságából 4 leány- és 3 fiúgyermek jött világra. A legidősebb Perczel Ádám (1770–1833), Tolna vármegye 1809-dik inszurgens alezredese, földbirtokos, aki elvette a barkóczi Rosty családból való barkóczi Rosty Franciska (1782–1842) kisasszonyt, barkóczi Rosty Ferenc (1755–1803), földbirtokos és mindszenti Kapuváry Terézia (1760–1786) lányát. A középső fiúgyermek bonyhádi Perczel Gábor (1774–1856), 1809-ik inszurgens hadnagy, földbirtokos, aki elvette sümegi Bene Krisztina kisasszonyt. A legifjabb fivére bonyhádi Perczel Sándor (1778–1861), Tolna vármegye 1809-dik inszurgens századosa, földbirtokos, akinek a hitvese kajdácsi Kajdácsy Erzsébet (1782–1836), kajdácsi Kajdacsy Ferenc (1733–1798), Tolna vármegye alispánja, követe, földbirtokos és cséfalvai Cséfalvay Judit lánya. Perczel Ádám és Rosty Franciska házassága magtalan volt, Perczel Gábor és sümegi Bene Krisztina frigyéből született nemeskéri Kiss Ferencné Perczel Paulina és Perczel Miklós Tolna vármegyei esküdt, földbirtokos. Perczel Miklós és Fischer Erzsébet lányában kihalt az ő ága a családnak.
A családot a Perczel Sándor (1778–1861), Tolna vármegye 1809-dik inszurgens századosa, földbirtokos, és kajdácsi Kajdácsy Erzsébet (1782–1836) frigyéből származó gyermekei vitték tovább. Kajdácsy Erzsébet 9 fiú- és egy leánygyermekkel áldott meg Perczel Sándort. A legismertebb a gyermekei közül Perczel Mór (1811–1899), honvédtábornok, politikus, azonban öccse Perczel Béla (1819–1888), politikus, a Kúria elnöke, szabadelvű párti politikus, igazságügy-miniszter szintén fontos szerepet játszott. Perczel Béla feleségül vette a nemesi származású boronkai és nezettei Boronkay Elvira (1827–1894) kisasszonyt, boronkai és nezettei Boronkay Miklós (1782–1861), földbirtokos és jeszenicei Jankovich Apollónia (1783–1835) lányát. A menyasszony apai nagyszülei boronkai és nezettei Boronkay Pál (1734–1808), földbirtokos, és szentgyörgyvölgyi Csupor Karolina voltak; az anyai nagyszülei jeszenicei Jankovich Miklós (1723–1797), királyi tanácsos, jászkunkapitány, földbirtokos, és beniczi és micsinyei Beniczky Angéla (1743–1808) voltak. Perczel Béla és Boronkay Elvira házasságából 5 fiú és egy lány született, a legismertebbek ezek közül: Perczel Dezső (1848–1913) politikus, belügyminiszter, valamint bonyhádi Perczel Dénes (1853-1933), tábornok, a Ferenc József-rend lovagja.
1850-ben Perczel Sándor és Kajdácsy Erzsébet fiai Perczel István és Perczel Imre "Bonyhády"-ra magyarosították a nevét, de ennek nem a nemzeti érzelmeik, hanem ellenkezőleg, a császárhűség volt az oka. Ugyanis mindkét családfő megyefőnöki hivatalt vállalt a császári önkényuralom közigazgatásában, és minden kapcsolatot meg kívántak tagadni Perczel Mór forradalmi tábornokkal.

### Kiemelkedő személyei
- Perczel Gábor (1736–1785), a völgységi járás főszolgabírója, földbirtokos.
- Perczel Ádám (1770–1833), Tolna vármegye 1809-dik inszurgens alezredese, földbirtokos.
- Perczel Sándor (1778–1861), földbirtokos
- Perczel Mór (1811–1899), honvédtábornok, politikus
- Perczel Miklós (1812–1903), honvédezredes, politikus
- Bonyhády Gyula (1817–1898), politikus
- Perczel Béla (1819–1888), politikus, igazságügy-miniszter
- Perczel Dezső (1848–1913), politikus
- Perczel Dénes (1853–1933), tábornok
- Perczel Margit (1871–1945), festőművész
- Perczel Miklós (1882–1969), debreceni fényképész, filmoperatőr
- Perczel Béla, dr. (1884–1945), Tolna vármegye főispánja, bonyhádi kerület országgyűlési képviselője, jogász.
- Perczel Zita (1918–1996), színésznő
- Perczel Dénes (1929–2013), építész
- Perczel András (1959–), kémikus